# Bryum lamprostegum
Bryum lamprostegum là một loài rêu trong họ Bryaceae. Loài này được Müll. Hal. mô tả khoa học đầu tiên năm 1853.